# メンデス・ヌニェス級軽巡洋艦
| メンデス・ヌニェス級軽巡洋艦 | メンデス・ヌニェス級軽巡洋艦 |
| ---------------------------- | --- |
| 写真はブラス・デ・レソ       | |
| 艦級概観                     | |
| 艦種                         | 軽巡洋艦 |
| 艦名                         | 人名 |
| 前級                         | レイナ・ビクトリア・エウヘニア |
| 次級                         | プリンシペ・アルフォンソ級 |
| 性能諸元                     | |
| 排水量                       | 常備：4,650トン （1947年：4,680トン） 満載：6,312トン |
| 全長                         | 140.8m（1947年：143m） |
| 全幅                         | 14.02m |
| 吃水                         | 4.4～4.7m |
| 機関                         | ヤーロー式重油専焼水管缶3基＆同重油専焼水管缶3基 +パーソンズ式ギヤードタービン4基4軸推進 |
| 最大 出力                    | 45,000hp |
| 最大 速力                    | 29.0ノット |
| 航続 距離                    | -ノット/-海里（1947年：15ノット/4,500海里） |
| 燃料                         | 787トン（石炭） 492トン（重油）（1947年：1,200トン（重油）） |
| 乗員                         | 343名（1947年：455名） |
| 兵装                         | 15.2cm（50口径）単装速射砲6基 4.7cm（-口径）単装高角砲4基 機銃4丁 53.3cm三連装水上魚雷発射管4基 （1947年：12cm（45口径）単装高角砲8基 37mm連装機関砲5基 20mm四連装機銃2基 53.3cm三連装水上魚雷発射管2基） |
| 装甲                         | 舷側：32～76mm 甲板：76mm 司令塔：152mm |

メンデス・ヌニェス級軽巡洋艦 (Méndez Núñez class Light Cruiser) 、またはブラス・デ・レソ級軽巡洋艦とはスペイン海軍が2番目に整備した軽巡洋艦の艦級である。本級は1915年海軍整備計画において建造が承認されたクラスで設計は第一次世界大戦前だが予算難や資材調達のために同大戦後に竣工された。ネームシップの艦名はカスト・メンデス・ヌニェス（es:Casto Méndez Núñez）、2番艦の艦名はブラス・デ・レソ・イ・オラバリエッタ（es:Blas de Lezo y Olavarrieta）に因む。本級の設計技師は「ドレッドノート」を設計した事で知られるアームストロング社のフィリップ・ワット (Philips Watts) 。

## 概要
本級はイギリス海軍のC級軽巡洋艦をタイプシップに採り、元設計よりも排水量・艦形に余裕を持って設計され、推進機関も最初からギヤード・タービン4基4軸推進として29ノットの高速を発揮する意欲的な設計となっていた。また、スペインの燃料事情を考慮して主缶の半分が石炭・重油混焼缶であったため、元設計よりも煙突の本数が1本多い三本煙突の特徴的な艦容となった。

## 艦歴

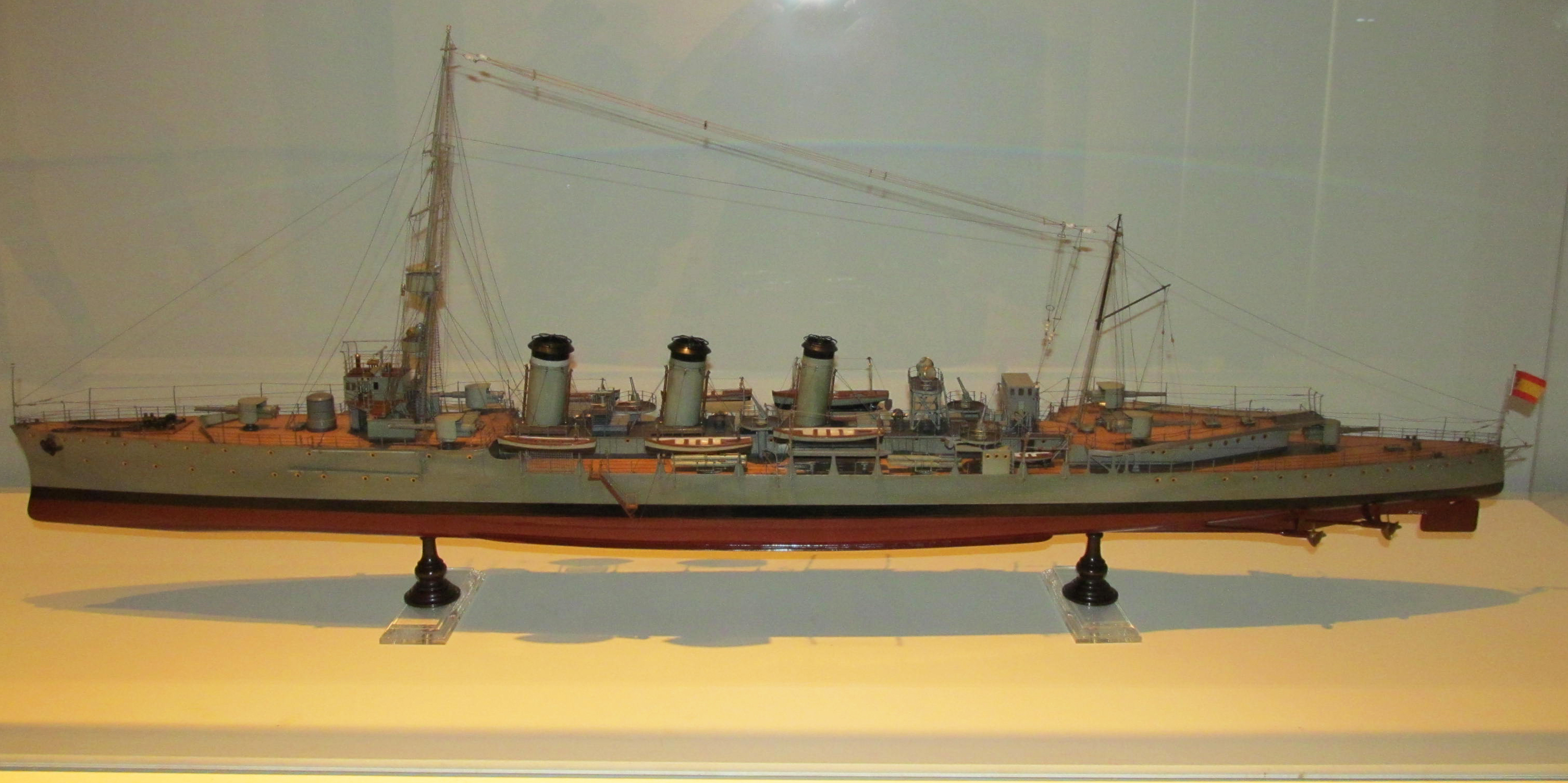
写真は近代化改装後のブラス・デ・レソの模型

本級は2隻ともエル・フェロル海軍工廠で建造され、1番艦「メンデス・ヌニェス」は1917年に起工したが、スペイン国内の政情不振のために海軍予算の削減が相次ぎ、折からの第一次世界大戦の勃発により工期は延期に延期を重ね、同大戦後の1922年7月27日に「ブラス・デ・レソ」が、1923年3月3日に「メンデス・ヌニェス」がようやく進水式に漕ぎ着けたが竣工は更に伸び、1924年に「メンデス・ヌニェス」、1925年に「ブラス・デ・レソ」がようやく就役した。しかし、1932年に「メンデス・ヌニェス」が座礁、同年7月に「ブラス・デ・レソ」がフィニステレ岬で座礁沈没と、2隻とも座礁沈没し、損傷の軽かった「メンデス・ヌニェス」のみ浮揚に成功して修理後に最就役を果たした。スペイン内戦時は海外行動中であったが後に共和派に属した。

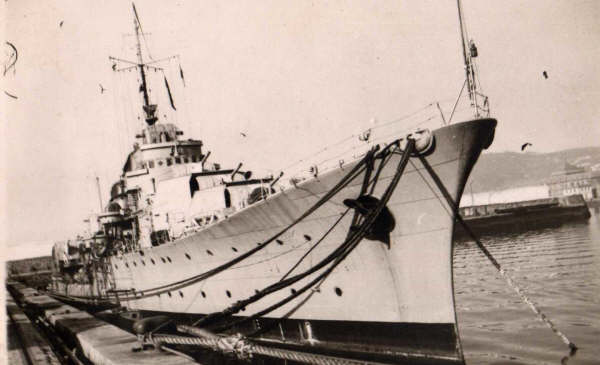
写真は近代化改装後のメンデス・ヌニェス

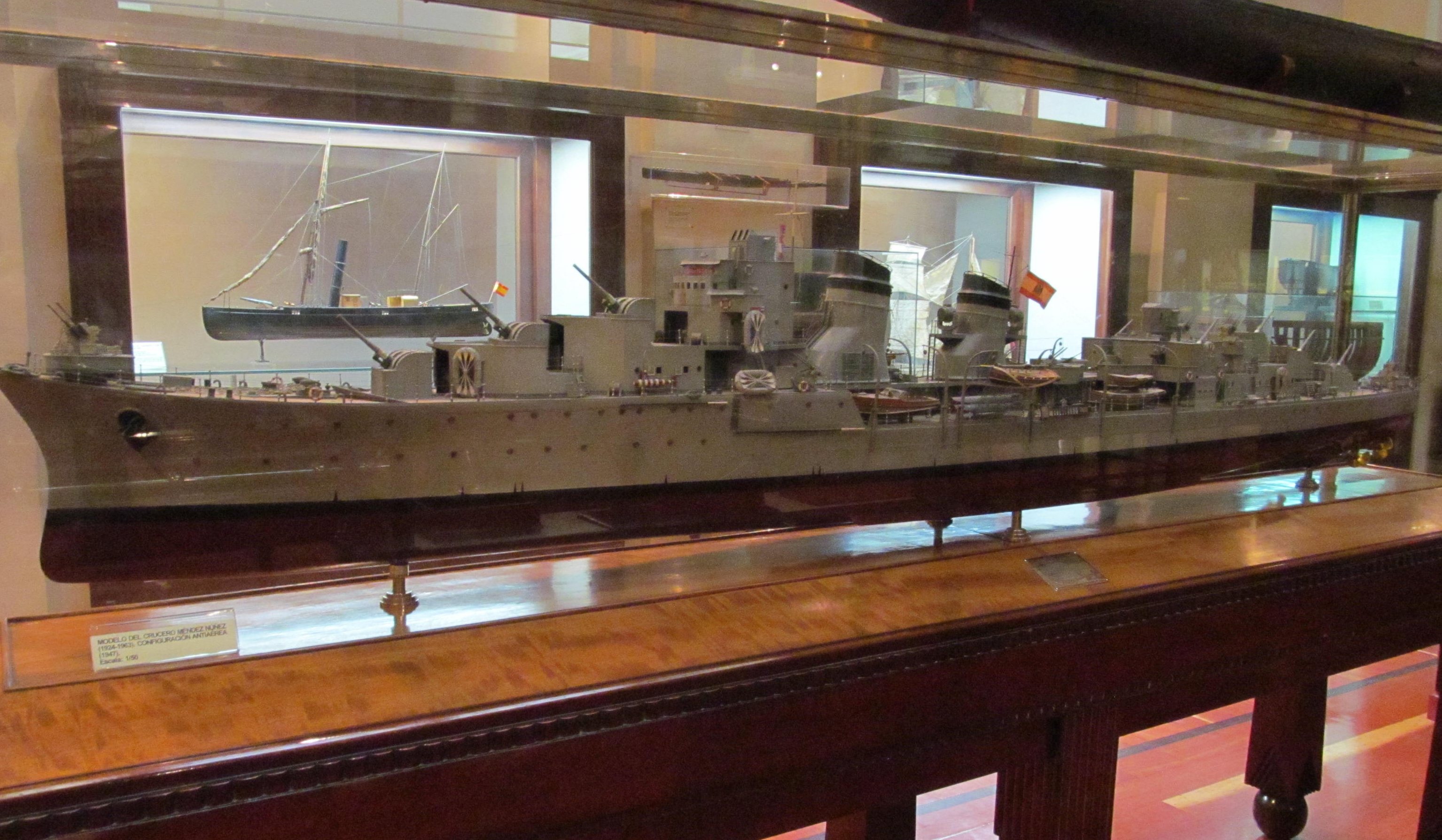
写真は近代化改装後のメンデス・ヌニェスの模型

内戦後の1944年から1947年にかけて防空巡洋艦へと近代化改装を受けた。主武装は15.2cm単装速射砲6基から12cm単装高角砲8基で、艦容は大きく変貌した。竣工時には長船首楼型の船体に艦首から15.2cm単装砲1基、小型の艦橋と簡素な単脚式の前檣を配置し等間隔に並んだ3本煙突のうち1番煙突の左右舷側に背中合わせで15.2cm単装砲2基ずつ、舷側に53.3cm三連装魚雷発射管2基ずつ計4基を配置し、後檣基部から甲板一段分下がった後部甲板上に後ろ向きに15.2cm単装砲を1基を配置していた。近代化改装後は艦首水線下にふくらみを持つクリッパー・バウに整形され、艦首から凌波性を良くするために強く傾斜した艦首甲板から新式の12cm単装高角砲3基を中心線上に背負い式配置とし、その背後から塔型艦橋と簡素な前部マスト、2本煙突の左右にあった53.3cm三連装魚雷発射管は半減して片舷1基ずつ計2基となった。後部甲板上には船員室が大型化し、甲板上に簡素な後部マストと対空射撃式装置の背後から12cm単装高角砲3基を後ろ向きに背負い式配置とした状態で1947年に再就役を果たし、その後1963年に除籍された。

## 同型艦
- メンデス・ヌニェス（Méndez Núñez ）
- ブラス・デ・レソ（Blas de Lezo）